# Temporada da Indy Lights de 2010
A temporada de 2010 da Indy Racing League Firestone Indy Lights foi a 25ª temporada da Indy Lights. Foram disputadas 13 corridas a partir de 28 de março nas ruas de St. Petersburg, na Flórida, terminando no dia 2 de outubro no Homestead-Miami Speedway.
Jean-Karl Vernay se tornou o primeiro europeu a conquistar o título do campeonato desde Alex Lloyd em 2007, depois de conquistar cinco vitórias e dez colocações entre os cinco primeiros colocados ao volante de seu Dallara-Nissan da equipe Sam Schmidt Motorsports. Seu título de campeão, garantido apenas começando a corrida final em Homestead, também lhe rendeu o prêmio de Estreante do Ano, tendo se mudado para a série da Europa e da Fórmula 3 Euro Series. O canadense James Hinchcliffe terminou em segundo lugar na corrida pelo título da Team Moore Racing, vencendo as corridas de Long Beach, Edmonton e Chicagoland Speedway.
O terceiro lugar foi disputado entre os companheiros de equipe da AFS Racing / Andretti Autosport, Martin Plowman e Charlie Kimball, com Plowman ganhando por seis pontos, vencendo uma corrida em Mid-Ohio, enquanto Kimball terminou quatro corridas em segundo lugar, incluindo três em sucessão no início da temporada. Outros pilotos que ganharam foram Wade Cunningham - vencendo o Firestone Freedom 100 pela terceira vez - e Sebastián Saavedra no Iowa Speedway, enquanto dois pilotos conquistaram a vitória pela primeira vez: Pippa Mann, no Kentucky Speedway e Brandon Wagner, no Homestead em suas segundas temporadas na categoria.

## Equipes e pilotos
- Todos os carros utilizaram pneus Firestone Firehawk e chassis Dallara.

| Equipe                                    | No. | Piloto              | Corridas   |
| ----------------------------------------- | --- | ------------------- | ---------- |
| AFS Racing/Andretti Autosport             | 26  | Charlie Kimball     | Todas      |
| AFS Racing/Andretti Autosport             | 27  | Martin Plowman      | Todas      |
| Sam Schmidt Motorsports                   | 7   | Jean-Karl Vernay    | Todas      |
| Sam Schmidt Motorsports                   | 11  | Pippa Mann          | 1-8, 10-13 |
| Sam Schmidt Motorsports                   | 49  | Philip Major        | Todas      |
| Sam Schmidt Motorsports                   | 77  | James Winslow       | 1-3, 6-9   |
| Sam Schmidt Motorsports                   | 77  | Wade Cunningham     | 4, 13      |
| Sam Schmidt Motorsports                   | 77  | Alex Ellis          | 10         |
| Andersen Racing                           | 4   | Carmen Jordá        | 1-3, 7-8   |
| Andersen Racing                           | 4   | Arie Luyendyk Jr.   | 4          |
| Andersen Racing                           | 4   | Anders Krohn        | 6          |
| Andersen Racing                           | 4   | Giancarlo Vilarinho | 9-10       |
| Andersen Racing                           | 4   | Sean Guthrie        | 13         |
| Andersen Racing                           | 5   | Joel Miller         | 3          |
| Andersen Racing                           | 5   | Tõnis Kasemets      | 7          |
| Bryan Herta Autosport                     | 28  | Stefan Wilson       | 1-9, 11-12 |
| Bryan Herta Autosport                     | 28  | Joel Miller         | 10         |
| Bryan Herta Autosport                     | 29  | Sebastián Saavedra  | 1-11       |
| Bryan Herta Autosport                     | 29  | Daniel Herrington   | 12         |
| Bryan Herta Autosport                     | 29  | Dillon Battistini   | 13         |
| Team PBIR                                 | 35  | Nic LeDuc           | 2          |
| Team PBIR                                 | 35  | Tõnis Kasemets      | 3          |
| Team PBIR                                 | 35  | Dillon Battistini   | 11         |
| Team PBIR                                 | 37  | Niall Quinn         | 2-3        |
| Team Moore Racing                         | 2   | James Hinchcliffe   | Todas      |
| Team Moore Racing                         | 22  | Adrián Campos Jr.   | Todas      |
| Alliance Motorsports                      | 24  | Arie Luyendyk Jr.   | 11-13      |
| PDM Racing                                | 18  | Rodrigo Barbosa     | Todas      |
| Walker Racing                             | 40  | Jonathan Summerton  | 1          |
| Walker Racing                             | 40  | Dan Clarke          | 2-13       |
| Davey Hamilton Racing                     | 32  | Brandon Wagner      | 4-5, 11-13 |
| Davey Hamilton Racing                     | 34  | Henry Clarke        | 13         |
| Genoa Racing O2 Racing Technology         | 36  | David Martínez      | 9-10       |
| Genoa Racing O2 Racing Technology         | 36  | Daniel Herrington   | 13         |
| HVM Racing                                | 6   | Junior Strous       | 1-3        |
| Cape Motorsports with Wayne Taylor Racing | 10  | Gustavo Yacamán     | Todas      |
| Team E                                    | 17  | Jan Heylen          | 1          |
| Team E                                    | 17  | Jeff Simmons        | 4          |
| Michael Crawford Motorsports              | 8   | Juan Pablo Garcia   | 9-10       |